# ブレンドン・ハートレイ
ブレンドン・モリス・ハートレイ（Brendon Morris Hartley、1989年11月10日 - ）はニュージーランド・パーマストンノース出身のレーシングドライバー。autosport誌では「ハートレー」と表記される。

## プロフィール

### カート
ハートレイは6歳でカートレースを始め、その6年後には本格的な国内選手権に参戦してシーズン7位。翌2004年には13歳という若さでニュージーランドのフォーミュラ・フォード・フィスティバルを制し、キャリア初優勝を果たした。

### レッドブル・ジュニア

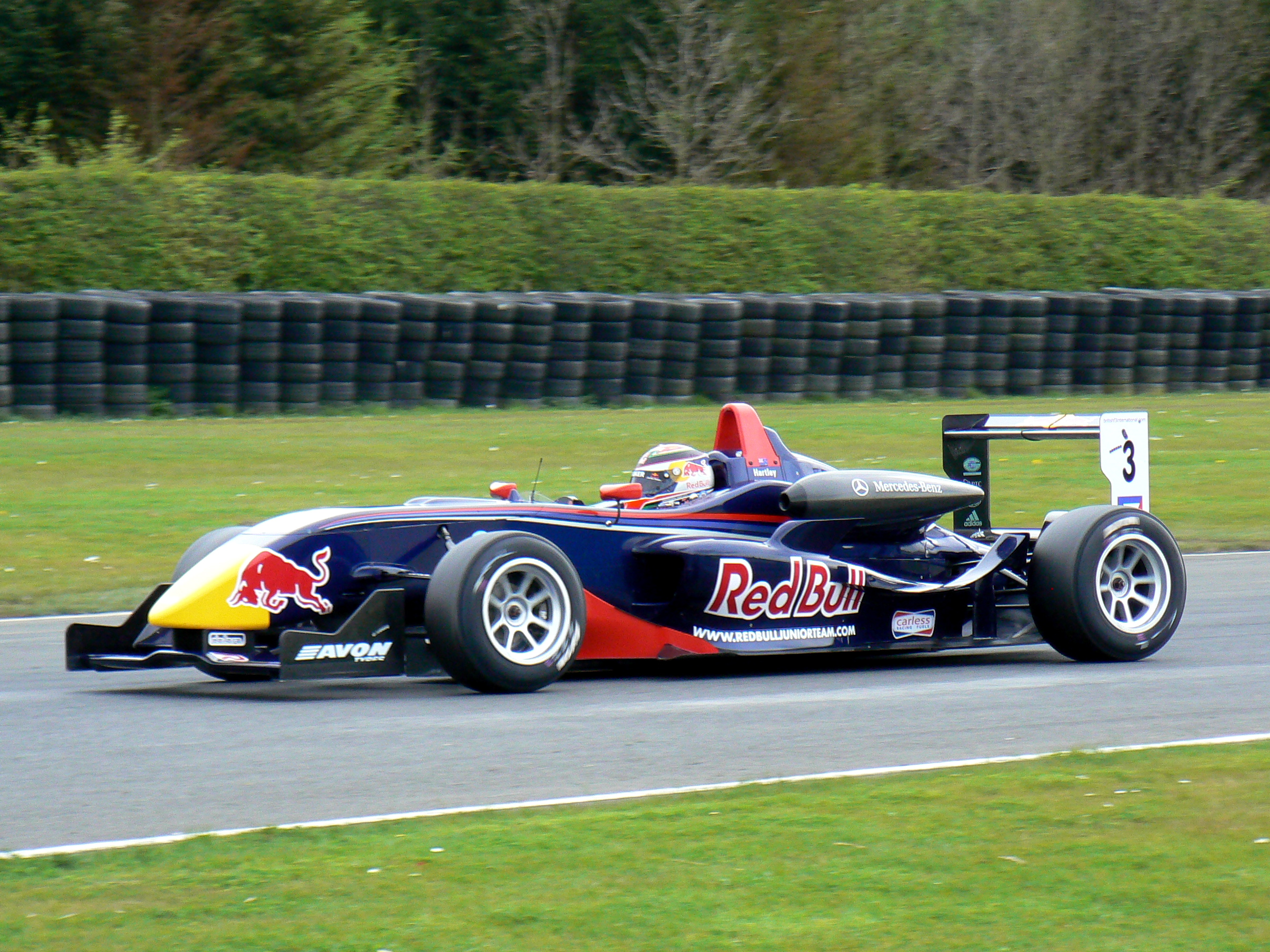
2008年イギリスF3選手権に参戦したハートレイ

2005年10月、エストリルで行われたレッドブルのドライバー・サーチ・プログラムに参加し、ハイメ・アルグエルスアリら他3名と共に合格。翌2006年から2010年7月までレッドブル・ジュニアチームの育成ドライバーとしてヨーロッパ各地のカテゴリーに参戦した。
2008年4月にはトロ・ロッソの2008年型マシンであるSTR3のシェイクダウン・テストを担当。2009年はレッドブルのテスト及びリザーブドライバーに指名されたが、「自身のレースに集中するため」シーズン途中で辞退して、ジュニアチームの同僚であるアルグエルスアリにその座を譲った。
2010年はテック1レーシングよりフォーミュラ・ルノー3.5に参戦。しかし、同じくレッドブルとトロ・ロッソのリザーブドライバーを務める僚友ダニエル・リカルドと比べて成績が見劣りすることなどもあり、同年7月、シーズン途中でレッドブル・ジュニアチームから解雇された。その後新たなスポンサーの協力を得てGP2のコローニのシートを獲得し、シリーズの最後の2戦に出場した。

### メルセデス傘下へ
レッドブルから解雇されたため、一年間はF1界から離れることになった。2011年は引き続きフォーミュラ・ルノー3.5にフル参戦する一方で、GP2シリーズの終盤2戦（4レース）に出戦。前者は最高位3位（3回）でシリーズランキング7位に、後者は入賞1回でシリーズ19位となった。
2012年はテストドライバーとしての所属をメルセデスに変更。ただし、レギュラーシートを得ることはできず、実戦としてはGP2に数戦、FIA 世界耐久選手権（WEC）にLMP2クラスで数戦参戦したのみ。テストドライバーとして9月13日にマニクール・サーキットで実施されたF1ヤングドライバーテストにメルセデスより参加した。

### 耐久レースの頂点へ

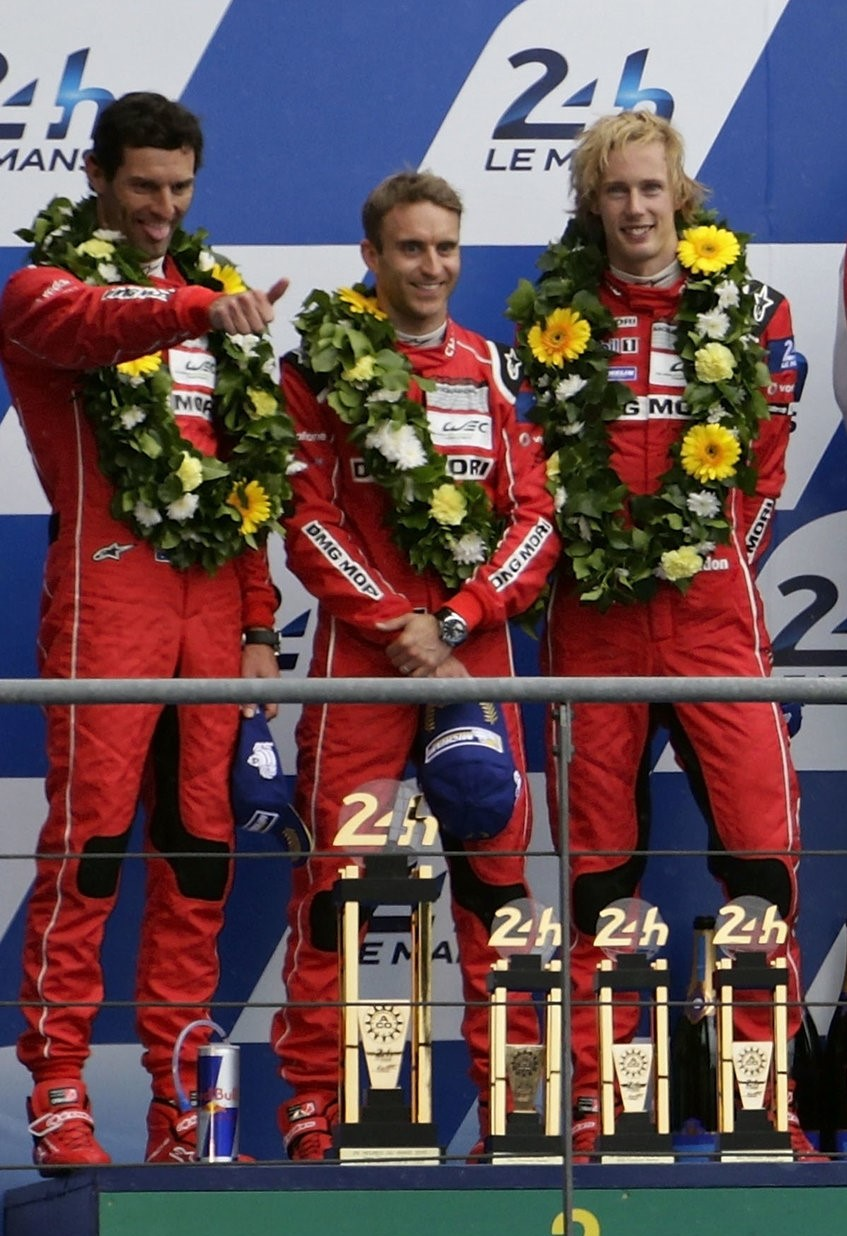
2015年ル・マン24時間レースの2位表彰台

2013年はメルセデスのテストドライバーを継続しながら、アメリカのロレックス・スポーツカー・シリーズ（Grand-AM）に参戦。第9戦ロード・アメリカで初優勝する。WECのLMP2クラスでは2年続けてル・マン24時間レースに出場した。
2014年は、耐久レースに復帰したポルシェのワークスドライバーの一員に起用され、マーク・ウェバー、ティモ・ベルンハルトとポルシェ・919ハイブリッド20号車をドライブする。2015年もウェバー、ベルンハルトとのトリオを継続し、ル・マンで総合2位。続くニュルブルクリンク6時間でWEC初優勝するとさらに3連勝し、ウェバー・ベルンハルトと共にドライバーズチャンピオンを獲得した。
2016年はランキング4位に終わるものの、2017年のル・マンではマシントラブルにより一度は大きく後退したがそこから猛追、初の総合優勝を果たし、シーズン後半は後述する突然のF1デビューによる過密スケジュールの中、自身2度目のドライバーズチャンピオンにも輝いた。

### F1

#### 2017年
2017年、トロロッソのピエール・ガスリーがスーパーフォーミュラ最終戦に出場するためアメリカGPを欠場し、その代役としてWEC参戦中のハートレイがオファーを受け、アメリカGPでF1デビューすることになった。ニュージーランド出身のF1ドライバーはマイク・サックウェル以来33年ぶり。本人曰く、所属していたポルシェがWECを撤退するに辺り、夏頃にレッドブルの総帥であるヘルムート・マルコに連絡をしたものの、それはテストかシミュレータドライバーの座を狙ったもので、レースシートを得られるとは思ってもみなかったという。F1マシンのドライブは実に9年ぶりとなったが、短い準備期間に加えWECの活動を並行し、8週間で7カ国を移動し、8つのレースウイークをこなすという、本人曰く殺人的な忙しさの中で50ページのマニュアルを記憶し、メキシコGPでマシントラブルが発生した際には、無線でのハートレイとチームのやり取りを聞いた、解説者の川井一仁から学習能力の高さを褒められるシーンも見られた。
当初は1戦限りの契約だったが、ダニール・クビアトが解雇されたため、翌戦以降も出走が決定。しかしルノーのパワーユニットにトラブルが多発し、出走した4戦すべてでパワーユニットのペナルティを受ける等苦戦。結局アメリカGPの13位が最高でガスリー共々ポイントは獲得できなかった。ただ、2018年のトロ・ロッソはガスリーとハートレイのコンビで出走することが複数のメディアから確実視されており、チームからもロングランのペースの良さ、LMP1を経験したことによる開発能力の高さを認められ、翌年のレギュラーシートを確保した。

#### 2018年
2018年は新たにホンダのパワーユニットが搭載されたトロ・ロッソからフル参戦を果たした。チームメイトはフル参戦初年となるピエール・ガスリー。
しかし、ハートレイはシーズンを通じて苦戦することとなった。間接的な原因としては、彼の方にマシントラブルやアクシデントが集中したことによるリタイアやチーム戦略ミスの被害で後退するなど、外的要因に左右されたことが多かった。また(ガスリーと共通することだが)、この年のマシンSTR13は風に弱く非常にピーキーなマシンと化し、チームも手を焼いた。他にもシーズン半ばでテクニカルディレクターを務めていたジェームス・キーが離脱した影響でマシン開発が停滞し、マシンの戦闘力が相対的に低下したことにも苦しんだ。
一方で直接的な原因としては、ブランクの影響なのか、マシンセッティングやF1（フォーミュラカー）に合ったドライビングへの切り替えに苦戦していた。それらの影響もあり、第5戦スペインGPのFP3にて芝生に乗り上げてコントロールを失い25Gもの衝撃を引き起こす程の大クラッシュを起こす、同年日本GPではガスリーを上回りながらも、スタートでの蹴り出しに失敗し入賞のチャンスを失う原因を招くなど本人のミスも少なからず目立った。実際、（同一条件ではないものの）第5戦スペインGPの決勝でハートレイは最下位スタートから、前のマシンの攻略に苦戦して暫定的な入賞圏内にも入れなかった12位完走に対し、ガスリーは第7戦カナダGPにてPU交換ペナルティを受けての19番手スタートながら10位争いまで浮上し、それに敗れたうえでの11位完走となっており、時折奮闘するガスリーに比べ、予選及び決勝で結果出せていなかったため、第7戦の頃からハートレイの解雇が検討されているという噂が公然と囁かれるようになり、チームも明確に否定はしなかった。これについてはハートレイ自身がチーム離脱後に噂は事実であったことを示唆し、この状況に苦しんでいたと回顧している。
ガスリーが来季レッドブルへ昇格する関係やスーパーライセンス取得資格を満たすだけのレッドブルの育成ドライバーが枯渇していたため、シーズン中の解雇は回避された。だが、（本人いわく）長期契約を結んでいたものの、来期については評価や年齢面などから不透明な状況に置かれることとなった。まずはガスリーの後任という位置づけでダニール・クビアトのトロ・ロッソ復帰が決定。もう一つのシートには別チームの育成枠のランド・ノリスやエステバン・オコンなど非常に多くの有力候補が噂されていたが、最終的にはアブダビGP直後にシートの対抗馬となっていたアレクサンダー・アルボンが日産と結んでいたフォーミュラEの契約を破棄した上での起用が発表され、これによりハートレイはシートを喪失することとなった。ただ、フランツ・トストチーム代表は「チームと共にハードワークをこなした事に感謝する」と述べた上で「スポーツカーからF1への移行は簡単では無かった」と語った。

#### 2019年
スクーデリア・フェラーリに開発ドライバーとして加入。当初はシミュレーター担当だったが、全戦でレースに帯同しているため、事実上のリザーブドライバーとしての役割を担っているという見方をされている。また、同じフェラーリのパワーユニットを搭載するアルファロメオとも事実上リザーブドライバーとなっている。

### フォーミュラE/耐久選手権復帰
ハートレイはポルシェに所属を戻したものの、レースドライバーではなく、開発ドライバーとして契約。同チームの2019-2020年シーズンのフォーミュラEへの参戦の準備に協力している。
2018年を以てF1のシートを喪失し、2019年は開発ドライバーとして仕事が中心になるかと思われたが、WECにSMPレーシングで出走しているジェンソン・バトンが欠場するレースの代役として限定的に復帰することとなった。
WECの出走は当初代役だけと思われていたが、2019年5月1日、TOYOTA GAZOO Racingは2018-19年シーズン限りで離脱するフェルナンド・アロンソの後任としてハートレイを起用することを発表。これにより、再びWECに参戦することとなった。翌月のル・マン24時間ではリザーブドライバーを務める他、2019-20年シーズンよりアロンソの後釜としてレギュラードライバーに昇格する形となる。2020年にはトヨタ8号車のル・マン3連覇に貢献している。
フォーミュラEでは、ポルシェがアンドレ・ロッテラーとレギュラードライバーの契約を結んだため一時シート喪失の危機に陥るが、代わってジェオックス・ドラゴンがハートレイをレギュラードライバーに起用、2019-20シーズンよりフル参戦するとされた。WECとフォーミュラEの日程がバッティングした場合など、トヨタとジェオックス・ドラゴンのどちらが優先権を持つのかは明らかにされていなかったが、ハートレイはWEC第6戦セブリングを優先することを決断。日程がバッティングしているフォーミュラEの第6戦三亜ラウンドを欠場する。また新型コロナウイルスの流行の影響で、WEC/フォーミュラEともにレース日程が大幅に変更されたこともあり、2020年7月にジェオックス・ドラゴンとの契約を解除しWECに集中することになった（ドラゴンの後任はセルジオ・セッテ・カマラが務める）。

## エピソード
- 父のブライアンは数多くのモータースポーツ、特にフォーミュラ・アトランティックで活躍した経歴を持つ。また、兄のネルソンもニュージーランドの国内レースで活躍する現役のレーシングドライバーである。
- 母国であるニュージーランドのモータースポーツ界では英雄の1人であり、メインストリートの１つに自身の名前を付けたブレンドン・ハートレイ街道が存在する[28]。
- 2018年1月、ニュージーランド北部のワイヘキ島で、婚約者のサラ・ウィルソンと結婚式を挙げた[29]。
- レッドブル・ジュニアチーム時代はブロンドの髪を肩口まで伸ばし、ストリートミュージシャンのような風貌をしていた[30]。
- トレーナーのリチャード・コナーによると多趣味で、特にギターと歌、マウンテンバイクの腕前はかなりの物だという[31]。
- また、彼曰く精神的に非常にタフだという。これは過去にレッドブルの育成メンバーから外され苦難を経験したことが大きいと本人は語っている[31]。
- ダニエル・リチャルドは隣国オーストラリア出身で同じ1989年生まれ、ともにレッドブル・ジュニアチームに所属し、2010年にはワールドシリーズ・バイ・ルノーでチームメイトだった。リチャルドは紆余曲折を経てF1にたどり着いた親友ハートレイを歓迎した[32]。
- 2018年のトロ・ロッソのマシンの愛称がTwitterでの公募を経て「赤べこ」号に決定した[33]。決定したマシンの名称を発表したところ、赤べこで有名な福島県会津若松市の市長から『必勝』の文字の入った特製赤べことメッセージが贈られている[34][注 4]。
- ホンダのドライバーとなってからすっかり日本食にはまり、当時はグランプリの週末はほとんどホンダのホスピタリティで食事を取っていた。寿司好きで、好きなネタは「マグロ、鮭、鰻」[35]。他に天ぷら蕎麦も好物らしく、たびたび蕎麦を食べる様子を関係者にツイートされている[36][37]。トヨタ移籍後も日本食好きは変わらないようで、2022年のル・マン24時間レースでは決勝レース中に日清食品の「どん兵衛」を食べている様子が伝えられた[38]。
- カシオの古く、リーズナブルな腕時計（A168W）を愛用している。カシオはトロロッソのスポンサーでもあるが、その関係がスタートする随分前に自分で購入したとのこと[39]。
- 真面目な好人物として知られており、トロロッソの代表であるフランツ・トストからは規律に長けた人物と評されている[40]。その人柄の良さはホンダのモータースポーツ部長（当時）である山本雅史からも「本当に親しみやすく、誰からも愛される人柄であり常にホンダや日本に対してリスペクトを持って接してくれた」と評されるほどだった[41]。
- 念願だったF1デビューでは、目に見える大きな結果を残すことは出来なかったが、前年までホンダが提携していたマクラーレンの面々とは違い、ホンダの為なら自身のペナルティも構わないと発言[42]。シーズン中テストでも最多周回をこなし[43]、LMP1の経験から学んだ回生エネルギーの活用方法や燃料、タイヤの使い方のフィードバックはトロロッソとホンダの技術を前進させる上で非常に有意義なものだったという(実際にブラジルGPでは、レース終了2周前の時点でガスリーが燃料不足に苦しんでいたが、ハートレイは何事も無く完走している)[44][45]。
- シート喪失を伝えたトロロッソとホンダの公式Twitterアカウントによる呟きには、世界各国から300以上の彼を惜しむリプライが送られた[46][47][41][45]。

## 経歴

### 略歴
| 年      | シリーズ                                  | チーム                                                               | レース                     | 勝利                       | PP                         | FL                         | 表彰台                     | ポイント                   | 順位                       |
| ------- | ----------------------------------------- | -------------------------------------------------------------------- | -------------------------- | -------------------------- | -------------------------- | -------------------------- | -------------------------- | -------------------------- | -------------------------- |
| 2002-03 | フォーミュラ・ファースト ニュージーランド | -                                                                    | 6                          | 0                          | ?                          | ?                          | 0                          | 335                        | 8位                        |
| 2003-04 | フォーミュラ・フォード ニュージーランド   | -                                                                    | 18                         | 6                          | 6                          | 3                          | 9                          | 239                        | 2位                        |
| 2005    | トヨタ・レーシング・シリーズ              | GVI                                                                  | 15                         | 3                          | 1                          | 2                          | 7                          | 807                        | 3位                        |
| 2005-06 | トヨタ・レーシング・シリーズ              | ヴィクトリー・モータースポーツ                                       | 12                         | 1                          | 0                          | 0                          | 8                          | 711                        | 8位                        |
| 2006    | フォーミュラ・ルノー2.0 NEC               | モータースポーツ・アリーナ                                           | 14                         | 0                          | 0                          | 1                          | 1                          | 151                        | 10位                       |
| 2006    | ユーロカップ・フォーミュラ・ルノー2.0     | モータースポーツ・アリーナ                                           | 14                         | 0                          | 0                          | 0                          | 0                          | 21                         | 13位                       |
| 2006-07 | トヨタ・レーシング・シリーズ              | マーク・ペッチ・モータースポーツ                                     | 1                          | 0                          | 0                          | 0                          | 0                          | 0                          | NC                         |
| 2007    | ユーロカップ・フォーミュラ・ルノー2.0     | イプシロン・レッドブル・チーム                                       | 14                         | 4                          | 6                          | 4                          | 8                          | 134                        | 1位                        |
| 2007    | フォーミュラ・ルノー2.0 イタリア          | イプシロン・レッドブル・チーム                                       | 14                         | 1                          | 1                          | 5                          | 5                          | 236                        | 3位                        |
| 2007    | マスターズ・オブ・フォーミュラ3           | ASL・ミュッケ・モータースポーツ                                      | 1                          | 0                          | 0                          | 0                          | 0                          | N/A                        | 4位                        |
| 2007    | マカオグランプリ                          | カーリン・モータースポーツ                                           | 1                          | 0                          | 0                          | 0                          | 0                          | N/A                        | 12位                       |
| 2008    | イギリス・フォーミュラ3選手権             | カーリン・モータースポーツ                                           | 22                         | 5                          | 5                          | 4                          | 11                         | 208                        | 3位                        |
| 2008    | フォーミュラ3・ユーロシリーズ             | カーリン・モータースポーツ                                           | 6                          | 0                          | 0                          | 0                          | 0                          | 0                          | NC†                        |
| 2008    | フォーミュラ3・ユーロシリーズ             | RC・モータースポーツ                                                 | 2                          | 0                          | 0                          | 0                          | 0                          | 0                          | NC†                        |
| 2008    | マスターズ・オブ・フォーミュラ3           | カーリン・モータースポーツ                                           | 1                          | 0                          | 0                          | 0                          | 0                          | N/A                        | 5位                        |
| 2008    | マカオグランプリ                          | カーリン・モータースポーツ                                           | 1                          | 0                          | 0                          | 1                          | 1                          | N/A                        | 3位                        |
| 2008    | フォーミュラ1                             | スクーデリア・トロ・ロッソ                                           | テストドライバー           | テストドライバー           | テストドライバー           | テストドライバー           | テストドライバー           | テストドライバー           | テストドライバー           |
| 2009    | フォーミュラ3・ユーロシリーズ             | カーリン・モータースポーツ                                           | 16                         | 1                          | 0                          | 0                          | 1                          | 15                         | 11位                       |
| 2009    | マカオグランプリ                          | カーリン                                                             | 1                          | 0                          | 0                          | 0                          | 0                          | N/A                        | NC                         |
| 2009    | フォーミュラ・ルノー3.5 シリーズ          | テック1・レーシング                                                  | 13                         | 0                          | 1                          | 3                          | 1                          | 26                         | 15位                       |
| 2009    | フォーミュラ1                             | スクーデリア・トロ・ロッソ                                           | テスト＆リザーブドライバー | テスト＆リザーブドライバー | テスト＆リザーブドライバー | テスト＆リザーブドライバー | テスト＆リザーブドライバー | テスト＆リザーブドライバー | テスト＆リザーブドライバー |
| 2009    | フォーミュラ1                             | レッドブル・レーシング                                               | テスト＆リザーブドライバー | テスト＆リザーブドライバー | テスト＆リザーブドライバー | テスト＆リザーブドライバー | テスト＆リザーブドライバー | テスト＆リザーブドライバー | テスト＆リザーブドライバー |
| 2010    | フォーミュラ・ルノー3.5 シリーズ          | テック1・レーシング                                                  | 11                         | 0                          | 0                          | 2                          | 1                          | 50                         | 10位                       |
| 2010    | フォーミュラ・ルノー3.5 シリーズ          | P1・モータースポーツ                                                 | 2                          | 0                          | 0                          | 0                          | 0                          | 50                         | 10位                       |
| 2010    | GP2シリーズ                               | スクーデリア・コローニ                                               | 4                          | 0                          | 0                          | 0                          | 0                          | 1                          | 27位                       |
| 2010    | フォーミュラ1                             | スクーデリア・トロ・ロッソ                                           | テスト＆リザーブドライバー | テスト＆リザーブドライバー | テスト＆リザーブドライバー | テスト＆リザーブドライバー | テスト＆リザーブドライバー | テスト＆リザーブドライバー | テスト＆リザーブドライバー |
| 2010    | フォーミュラ1                             | レッドブル・レーシング                                               | テスト＆リザーブドライバー | テスト＆リザーブドライバー | テスト＆リザーブドライバー | テスト＆リザーブドライバー | テスト＆リザーブドライバー | テスト＆リザーブドライバー | テスト＆リザーブドライバー |
| 2011    | フォーミュラ・ルノー3.5 シリーズ          | グラヴィティ＝チャロウズ・レーシング                                 | 16                         | 0                          | 0                          | 2                          | 3                          | 95                         | 7位                        |
| 2011    | GP2シリーズ                               | オーシャン・レーシング・テクノロジー                                 | 4                          | 0                          | 0                          | 0                          | 0                          | 4                          | 19位                       |
| 2012    | GP2シリーズ                               | オーシャン・レーシング・テクノロジー                                 | 4                          | 0                          | 0                          | 0                          | 0                          | 1                          | 25位                       |
| 2012    | ヨーロピアン・ル・マン・シリーズ          | マーフィー・プロトタイプズ                                           | 2                          | 0                          | 0                          | 1                          | 1                          | 15                         | 10位                       |
| 2012    | ル・マン24時間レース - LMP                | マーフィー・プロトタイプズ                                           | 1                          | 0                          | 0                          | 0                          | 0                          | N/A                        | DNF                        |
| 2012    | フォーミュラ1                             | メルセデスAMG・ペトロナスF1チーム                                    | テストドライバー           | テストドライバー           | テストドライバー           | テストドライバー           | テストドライバー           | テストドライバー           | テストドライバー           |
| 2013    | ロレックス・スポーツカー・シリーズ        | スターワークス・モータースポーツ                                     | 11                         | 1                          | 1                          | 2                          | 2                          | 252                        | 12位                       |
| 2013    | ヨーロピアン・ル・マン・シリーズ          | マーフィー・プロトタイプズ                                           | 5                          | 1                          | 1                          | 4                          | 2                          | 64                         | 5位                        |
| 2013    | ル・マン24時間レース - LMP                | マーフィー・プロトタイプズ                                           | 1                          | 0                          | 0                          | 0                          | 0                          | N/A                        | 6位                        |
| 2013    | フォーミュラ1                             | メルセデスAMG・ペトロナスF1チーム                                    | テストドライバー           | テストドライバー           | テストドライバー           | テストドライバー           | テストドライバー           | テストドライバー           | テストドライバー           |
| 2014    | FIA 世界耐久選手権                        | ポルシェ・チーム                                                     | 8                          | 0                          | 1                          | 0                          | 3                          | 64.5                       | 9位                        |
| 2014    | ル・マン24時間レース                      | ポルシェ・チーム                                                     | 1                          | 0                          | 0                          | 0                          | 0                          | N/A                        | NC                         |
| 2014    | ユナイテッド・スポーツカー選手権          | スターワークス・モータースポーツ                                     | 1                          | 0                          | 0                          | 0                          | 0                          | 15                         | 55位                       |
| 2015    | FIA 世界耐久選手権                        | ポルシェ・チーム                                                     | 8                          | 4                          | 5                          | 0                          | 6                          | 166                        | 1位                        |
| 2015    | ル・マン24時間レース                      | ポルシェ・チーム                                                     | 1                          | 0                          | 0                          | 0                          | 0                          | N/A                        | 2位                        |
| 2015    | ユナイテッド・スポーツカー選手権          | スターワークス・モータースポーツ                                     | 1                          | 0                          | 0                          | 0                          | 0                          | 23                         | 30位                       |
| 2016    | FIA 世界耐久選手権                        | ポルシェ・チーム                                                     | 9                          | 4                          | 2                          | 0                          | 3                          | 134.5                      | 4位                        |
| 2016    | ル・マン24時間レース                      | ポルシェ・チーム                                                     | 1                          | 0                          | 0                          | 0                          | 0                          | N/A                        | 13位                       |
| 2016    | ウェザーテック・スポーツカー選手権        | フォード・チップ・ガナッシ・レーシング                               | 1                          | 0                          | 0                          | 0                          | 0                          | 27                         | 27位                       |
| 2017    | FIA 世界耐久選手権                        | ポルシェ・LMPチーム                                                  | 9                          | 4                          | 2                          | 0                          | 8                          | 208                        | 1位                        |
| 2017    | ル・マン24時間レース                      | ポルシェ・LMPチーム                                                  | 1                          | 1                          | 0                          | 0                          | 1                          | N/A                        | 1位                        |
| 2017    | ウェザーテック・スポーツカー選手権        | テキーラ・パトロンESM                                                | 3                          | 1                          | 0                          | 0                          | 1                          | 80                         | 19位                       |
| 2017    | フォーミュラ1                             | スクーデリア・トロ・ロッソ                                           | 4                          | 0                          | 0                          | 0                          | 0                          | 0                          | 23位                       |
| 2018    | フォーミュラ1                             | レッドブル・トロ・ロッソ・ホンダ                                     | 21                         | 0                          | 0                          | 0                          | 0                          | 4                          | 19位                       |
| 2018-19 | FIA 世界耐久選手権                        | SMPレーシング                                                        | 1                          | 0                          | 0                          | 0                          | 1                          | 19                         | 18位                       |
| 2019    | ウェザーテック・スポーツカー選手権        | マスタング・サンプリング・レーシング                                 | 1                          | 0                          | 0                          | 0                          | 1                          | 30                         | 28位                       |
| 2019    | フォーミュラ1                             | スクーデリア・フェラーリ                                             | 開発ドライバー             | 開発ドライバー             | 開発ドライバー             | 開発ドライバー             | 開発ドライバー             | 開発ドライバー             | 開発ドライバー             |
| 2019-20 | フォーミュラE                             | ジェオックス・ドラゴン                                               | 5                          | 0                          | 0                          | 0                          | 0                          | 2                          | 23位                       |
| 2019-20 | FIA 世界耐久選手権                        | トヨタ・ガズー・レーシング                                           | 4                          | 1                          | 1                          | 0                          | 4                          | 89                         | 2位                        |
| 2020    | ル・マン24時間レース                      | トヨタ・ガズー・レーシング                                           | 1                          | 1                          | 0                          | 0                          | 1                          | N/A                        | 1位                        |
| 2021    | FIA 世界耐久選手権                        | トヨタ・ガズー・レーシング                                           | 6                          | 3                          | 1                          | 1                          | 5                          | 168                        | 2位                        |
| 2021    | ル・マン24時間レース                      | トヨタ・ガズー・レーシング                                           | 1                          | 0                          | 0                          | 1                          | 1                          | N/A                        | 2位                        |
| 2022    | FIA 世界耐久選手権                        | トヨタ・ガズー・レーシング                                           | 6                          | 2                          | 2                          | 0                          | 5                          | 149                        | 1位                        |
| 2022    | ル・マン24時間レース                      | トヨタ・ガズー・レーシング                                           | 1                          | 1                          | 1                          | 0                          | 1                          | N/A                        | 1位                        |
| 2022    | ウェザーテック・スポーツカー選手権        | コニカミノルタ・アキュラ                                             | 1                          | 0                          | 0                          | 0                          | 0                          | 280                        | 22位                       |
| 2023    | ウェザーテック・スポーツカー選手権        | ウェイン・テイラー・レーシング ウィズ アンドレッティ・オートスポーツ | 1                          | 0                          | 0                          | 0                          | 1                          | 350                        | 19位                       |
| 2023    | FIA 世界耐久選手権                        | トヨタ・ガズー・レーシング                                           | 7                          | 2                          | 2                          | 0                          | 6                          | 172                        | 1位                        |

- * : 今シーズンの順位。（現時点）

### イギリス・フォーミュラ3選手権
| 年     | チーム                     | エンジン   | 1         | 2       | 3         | 4       | 5       | 6         | 7        | 8       | 9       | 10        | 11    | 12      | 13      | 14        | 15      | 16    | 17      | 18      | 19    | 20      | 21      | 22        | 順位 | ポイント |
| ------ | -------------------------- | ---------- | --------- | ------- | --------- | ------- | ------- | --------- | -------- | ------- | ------- | --------- | ----- | ------- | ------- | --------- | ------- | ----- | ------- | ------- | ----- | ------- | ------- | --------- | ---- | -------- |
| 2008年 | カーリン・モータースポーツ | メルセデス | OUL 1 Ret | OUL 2 4 | CRO 1 Ret | CRO 2 1 | MNZ 1 2 | MNZ 2 Ret | ROC 1 10 | ROC 2 8 | SNE 1 3 | SNE 2 Ret | THR 1 | THR 2 1 | BRH 1 8 | BRH 2 Ret | SPA 1 2 | SPA 1 | SIL 1 2 | SIL 2 9 | BUC 1 | BUC 2 3 | DON 1 2 | DON 2 Ret | 3位  | 208      |

- 太字はポールポジション、斜字はファステストラップ。(key)

### フォーミュラ3・ユーロシリーズ
| 年     | エントラント                                             | シャシー          | エンジン           | 1        | 2         | 3       | 4       | 5         | 6        | 7        | 8       | 9        | 10       | 11        | 12       | 13      | 14      | 15       | 16      | 17        | 18       | 19        | 20       | DC   | ポイント |
| ------ | -------------------------------------------------------- | ----------------- | ------------------ | -------- | --------- | ------- | ------- | --------- | -------- | -------- | ------- | -------- | -------- | --------- | -------- | ------- | ------- | -------- | ------- | --------- | -------- | --------- | -------- | ---- | -------- |
| 2008年 | R.C.モータースポーツ・パワード・バイ・フォルクスワーゲン | ダラーラ F308/077 | フォルクスワーゲン | HOC1 1   | HOC1 2    | MUG 1   | MUG 2   | PAU 1     | PAU 2    | NOR 1    | NOR 2   | ZAN 1    | ZAN 2    | NÜR 1 Ret | NÜR 2 14 | BRH 1   | BRH 2   |          |         |           |          |           |          | NC†  | 0†       |
| 2008年 | カーリン・モータースポーツ                               | ダラーラ F308/055 | メルセデス         |          |           |         |         |           |          |          |         |          |          |           |          |         |         | CAT 1 14 | CAT 2 6 | BUG 1 8   | BUG 2 22 | HOC 1 Ret | HOC 2 14 | NC†  | 0†       |
| 2009年 | カーリン・モータースポーツ                               | ダラーラ F308/074 | フォルクスワーゲン | HOC 1 19 | HOC 2 Ret | LAU 1 4 | LAU 2 4 | NOR 1 Ret | NOR 2 11 | ZAN 1 10 | ZAN 2 8 | OSC 1 21 | OSC 2 21 | NÜR 1 22  | NÜR 2 17 | BRH 1 8 | BRH 2 1 | CAT 1    | CAT 2   | DIJ 1 Ret | DIJ 2 11 | HOC 1     | HOC 2    | 11位 | 15       |

- 太字はポールポジション、斜字はファステストラップ。(key)
- † : ゲストドライバーとしての出走であるため、ポイントは加算されない。

### フォーミュラ・ルノー3.5 シリーズ
| 年     | チーム                               | 1          | 2         | 3          | 4          | 5          | 6          | 7          | 8         | 9          | 10      | 11      | 12       | 13      | 14         | 15        | 16         | 17         | 順位 | ポイント |
| ------ | ------------------------------------ | ---------- | --------- | ---------- | ---------- | ---------- | ---------- | ---------- | --------- | ---------- | ------- | ------- | -------- | ------- | ---------- | --------- | ---------- | ---------- | ---- | -------- |
| 2009年 | テック1・レーシング                  | CAT SPR 12 | CAT FEA 9 | SPA SPR 11 | SPA FEA 10 | MON FEA 17 | HUN SPR 17 | HUN FEA 12 | SIL SPR 5 | SIL FEA 13 | BUG SPR | BUG FEA | ALG SPR  | ALG FEA | NÜR SPR 13 | NÜR FEA 2 | ALC SPR 15 | ALC FEA 16 | 15位 | 26       |
| 2010年 | テック1・レーシング                  | ALC 1 6    | ALC 2 6   | SPA 1 Ret  | SPA 2 6    | MON 1 4    | BRN 1 2    | BRN 2 6    | MAG 1 Ret | MAG 2 Ret  | HUN 1 4 | HUN 2 9 | HOC 1    | HOC 2   |            |           |            |            | 10位 | 50       |
| 2010年 | P1・モータースポーツ                 |            |           |            |            |            |            |            |           |            |         |         |          |         | SIL 1 Ret  | SIL 2 15  | CAT 1      | CAT 2      | 10位 | 50       |
| 2011年 | グラヴィティ＝チャロウズ・レーシング | ALC 1 21   | ALC 2 Ret | SPA 1 4    | SPA 2 8    | MNZ 1 5    | MNZ 2 Ret  | MON 1 3    | NÜR 1 15  | NÜR 2 7    | HUN 1 8 | HUN 2 5 | SIL 1 21 | SIL 2 7 | LEC 1 3    | LEC 2 20  | CAT 1 DNS  | CAT 2 3    | 7位  | 95       |

- 太字はポールポジション、斜字はファステストラップ。(key)

### GP2シリーズ
| 年     | エントラント                         | 1       | 2       | 3           | 4            | 5           | 6           | 7       | 8       | 9       | 10      | 11      | 12      | 13      | 14      | 15        | 16        | 17          | 18          | 19        | 20        | 21      | 22      | 23      | 24      | DC   | ポイント |
| ------ | ------------------------------------ | ------- | ------- | ----------- | ------------ | ----------- | ----------- | ------- | ------- | ------- | ------- | ------- | ------- | ------- | ------- | --------- | --------- | ----------- | ----------- | --------- | --------- | ------- | ------- | ------- | ------- | ---- | -------- |
| 2010年 | スクーデリア・コローニ               | CAT FEA | CAT SPR | MON FEA     | MON SPR      | IST FEA     | IST SPR     | VAL FEA | VAL SPR | SIL FEA | SIL SPR | HOC FEA | HOC SPR | HUN FEA | HUN SPR | SPA FEA   | SPA SPR   | MNZ FEA Ret | MNZ SPR Ret | YMC FEA 9 | YMC SPR 6 |         |         |         |         | 27位 | 1        |
| 2011年 | オーシャン・レーシング・テクノロジー | IST FEA | IST SPR | CAT FEA     | CAT SPR      | MON FEA     | MON SPR     | VAL FEA | VAL SPR | SIL FEA | SIL SPR | NÜR FEA | NÜR SPR | HUN FEA | HUN SPR | SPA FEA 5 | SPA SPR 9 | MNZ FEA 22  | MNZ SPR 20  |           |           |         |         |         |         | 19位 | 4        |
| 2012年 | オーシャン・レーシング・テクノロジー | SEP FEA | SEP SPR | BHR1 FEA 10 | BHR1 SPR Ret | BHR2 FEA 13 | BHR2 SPR 16 | CAT FEA | CAT SPR | MON FEA | MON SPR | VAL FEA | VAL SPR | SIL FEA | SIL SPR | HOC FEA   | HOC SPR   | HUN FEA     | HUN SPR     | SPA FEA   | SPA SPR   | MNZ FEA | MNZ SPR | MRN FEA | MRN SPR | 25位 | 1        |

- 太字はポールポジション、斜字はファステストラップ。(key)

### F1
| 年     | エントラント | シャシー | エンジン               | 1      | 2      | 3       | 4      | 5      | 6       | 7       | 8      | 9       | 10      | 11     | 12     | 13     | 14      | 15     | 16      | 17     | 18      | 19      | 20     | 21     | WDC  | ポイント |
| ------ | ------------ | -------- | ---------------------- | ------ | ------ | ------- | ------ | ------ | ------- | ------- | ------ | ------- | ------- | ------ | ------ | ------ | ------- | ------ | ------- | ------ | ------- | ------- | ------ | ------ | ---- | -------- |
| 2017年 | トロ・ロッソ | STR12    | トロ・ロッソ 1.6 V6 t  | AUS    | CHN    | BHR     | RUS    | ESP    | MON     | CAN     | AZE    | AUT     | GBR     | HUN    | BEL    | ITA    | MAL     | SIN    | JPN     | USA 13 | MEX Ret | BRA Ret | ABU 15 |        | 23位 | 0        |
| 2018年 | トロ・ロッソ | STR13    | ホンダ RA618H 1.6 V6 t | AUS 15 | BHR 17 | CHN 20† | AZE 10 | ESP 12 | MON 19† | CAN Ret | FRA 14 | AUT Ret | GBR Ret | GER 10 | HUN 11 | BEL 14 | ITA Ret | SIN 17 | RUS Ret | JPN 13 | USA 9   | MEX 14  | BRA 11 | ABU 12 | 19位 | 4        |

- 太字はポールポジション、斜字はファステストラップ。(key)
- † : リタイアだが、90%以上の距離を走行したため規定により完走扱い。
- * : 今シーズンの順位。（現時点）

### フォーミュラE
| 年        | チーム                 | シャシー         | パワートレイン   | 1      | 2     | 3       | 4      | 5      | 6   | 7   | 8   | 9   | 10  | 11  | 順位 | ポイント |
| --------- | ---------------------- | ---------------- | ---------------- | ------ | ----- | ------- | ------ | ------ | --- | --- | --- | --- | --- | --- | ---- | -------- |
| 2019-20年 | ジェオックス・ドラゴン | スパーク・SRT05e | ペンスキー・EV-4 | DIR 19 | DIR 9 | SCL Ret | MEX 12 | MRK 19 | BER | BER | BER | BER | BER | BER | 23位 | 2        |

- 太字はポールポジション、斜字はファステストラップ。(key)

### スポーツカー

#### ヨーロピアン・ル・マン・シリーズ
| 年     | チーム                     | クラス | 車両          | エンジン                | 1     | 2     | 3       | 4     | 5     | ランク | ポイント |
| ------ | -------------------------- | ------ | ------------- | ----------------------- | ----- | ----- | ------- | ----- | ----- | ------ | -------- |
| 2012年 | マーフィー・プロトタイプズ | LMP2   | MG-オレカ・03 | ジャッド-BMW HK 3.6L V8 | LEC   | DON 3 | PET Ret |       |       | 10位   | 15       |
| 2013年 | マーフィー・プロトタイプズ | LMP2   | オレカ・03    | 日産・VK45DE 4.5 L V8   | SIL 7 | IMO 6 | RBR 7   | HUN 2 | LEC 1 | 5位    | 64       |

- 太字はポールポジション、斜字はファステストラップ。(key)

#### FIA 世界耐久選手権
| 年        | エントラント               | クラス       | シャシー                  | エンジン                        | 1       | 2       | 3       | 4     | 5     | 6      | 7      | 8       | 9     | 順位 | ポイント |
| --------- | -------------------------- | ------------ | ------------------------- | ------------------------------- | ------- | ------- | ------- | ----- | ----- | ------ | ------ | ------- | ----- | ---- | -------- |
| 2012年    | マーフィー・プロトタイプズ | LMP2         | オレカ・03                | 日産・VK45DE 4.5L V8            | SEB     | SPA 3   | LMS Ret | SIL 9 | SÃO   | BHR    | FUJ    | SHA     |       | NC†  | 0        |
| 2013年    | マーフィー・プロトタイプズ | LMP2         | オレカ・03                | 日産・VK45DE 4.5L V8            | SIL     | SPA     | LMS 7   | SÃO   | CTA   | FUJ    | SHA    | BHR     |       | NC†  | 0        |
| 2014年    | ポルシェ・チーム           | LMP1-H       | ポルシェ・919ハイブリッド | ポルシェ 2.0L Turbo V4 (Hybrid) | SIL 3   | SPA 12  | LMS NC  | COA 5 | FUJ 3 | SHA 6  | BHR 3  | SÃO Ret |       | 9位  | 64.5     |
| 2015年    | ポルシェ・チーム           | LMP1         | ポルシェ・919ハイブリッド | ポルシェ 2.0L Turbo V4 (Hybrid) | SIL Ret | SPA 3   | LMS 2   | NÜR 1 | COA 1 | FUJ 1  | SHA 1  | BHR 5   |       | 1位  | 166      |
| 2016年    | ポルシェ・チーム           | LMP1         | ポルシェ・919ハイブリッド | ポルシェ 2.0L Turbo V4 (Hybrid) | SIL Ret | SPA 26  | LMS 10  | NÜR 1 | MEX 1 | COA 1  | FUJ 3  | SHA 1   | BHR 3 | 4位  | 134.5    |
| 2017年    | ポルシェ・LMPチーム        | LMP1         | ポルシェ・919ハイブリッド | ポルシェ 2.0L Turbo V4 (Hybrid) | SIL 2   | SPA 3   | LMS 1   | NÜR 1 | MEX 1 | COA 1  | FUJ 4  | SHA 2   | BHR 2 | 1位  | 208      |
| 2018-19年 | SMPレーシング              | LMP1         | BRエンジニアリング・BR1   | AER P60B 2.4L Turbo V6          | SPA     | LMS     | SIL     | FUJ   | SHA   | SEB 3  | SPA    | LMS     |       | 18位 | 19       |
| 2019-20年 | トヨタ・ガズー・レーシング | LMP1         | トヨタ・TS050 HYBRID      | トヨタ 2.4L Turbo V6 (Hybrid)   | SIL 2   | FUJ 1   | SHA 2   | BHR 2 | COA 2 | SPA 2  | LMS 1  | BHR 2   |       | 2位  | 202      |
| 2021年    | トヨタ・ガズー・レーシング | LMH          | トヨタ・GR010 HYBRID      | トヨタ 3.5 L Turbo V6 (Hybrid)  | SPA 1   | POR 1   | MNZ 4   | LMS 2 | BHR 2 | BHR 1  |        |         |       | 2位  | 168      |
| 2022年    | トヨタ・ガズー・レーシング | LMH          | トヨタ・GR010 HYBRID      | トヨタ 3.5 L Turbo V6 (Hybrid)  | SEB 2   | SPA Ret | LMS 1   | MNZ 2 | FUJ 1 | BHR 2  |        |         |       | 1位  | 149      |
| 2023年    | トヨタ・ガズー・レーシング | ハイパーカー | トヨタ・GR010 HYBRID      | トヨタ 3.5 L Turbo V6 (Hybrid)  | SEB 2   | POR 1   | SPA 2   | LMS 2 | MNZ 6 | FUJ 2  | BHR 1  |         |       | 1位  | 172      |
| 2024年    | トヨタ・ガズー・レーシング | ハイパーカー | トヨタ・GR010 HYBRID      | トヨタ 3.5 L Turbo V6 (Hybrid)  | QAT 8   | IMO 5   | SPA 6   | LMS 5 | SÃO 1 | COA 15 | FUJ 10 | BHR 1   |       | 4位  | 109      |

- 太字はポールポジション、斜字はファステストラップ。(key)
- † : ゲストドライバーとしての出走であるため、ポイントは加算されない。

#### ロレックス・スポーツカー・シリーズ
| 年     | チーム                           | 開発     | エンジン | クラス | 1      | 2      | 3      | 4      | 5     | 6      | 7     | 8     | 9     | 10    | 11     | 12  | 順位 | ポイント |
| ------ | -------------------------------- | -------- | -------- | ------ | ------ | ------ | ------ | ------ | ----- | ------ | ----- | ----- | ----- | ----- | ------ | --- | ---- | -------- |
| 2013年 | スターワークス・モータースポーツ | ライリー | BMW      | DP     | DAY 14 | TXS 13 | BAR 12 | ATL 10 | DET 8 | MDO 10 | WGL 3 | IMS 4 | ELK 1 | KAN 6 | LGA 16 | LRP | 12位 | 252      |

- 太字はポールポジション、斜字はファステストラップ。(key)

#### ユナイテッド・スポーツカー選手権／ウェザーテック・スポーツカー選手権
| 年     | エントラント                                                           | クラス | シャシー                            | エンジン                              | 1       | 2       | 3   | 4   | 5   | 6   | 7   | 8   | 9     | 10    | 11  | ランク | ポイント |
| ------ | ---------------------------------------------------------------------- | ------ | ----------------------------------- | ------------------------------------- | ------- | ------- | --- | --- | --- | --- | --- | --- | ----- | ----- | --- | ------ | -------- |
| 2014年 | スターワークス・モータースポーツ                                       | P      | ライリー・Mk XXVI DP                | ディナン (BMW) 5.0 L V8               | DAY 17  | SEB     | LBH | LGA | BEL | WGL | MOS | IMS | ELK   | COA   | ATL | 55位   | 15       |
| 2015年 | スターワークス・モータースポーツ                                       | P      | ライリー・Mk XXVI DP                | ディナン (BMW) 5.0 L V8               | DAY 9   | SEB WD1 | LBH | LGA | BEL | WGL | MOS | ELK | COA   | ATL   |     | 30位   | 23       |
| 2016年 | フォード・チップ・ガナッシ・レーシング                                 | P      | フォード・エコブースト・ライリー DP | フォード・エコブースト 3.5 L V6 Turbo | DAY 5   | SEB     | LBH | LGA | BEL | WGL | MOS | ELK | COA   | ATL   |     | 27位   | 27       |
| 2017年 | テキーラ・パトロンESM                                                  | P      | 日産・オンローク DPi                | 日産 3.8 L Turbo V6                   | DAY 7   | SEB 10  | LBH | COA | BEL | WGL | MOS | ELK | LGA   | ATL 1 |     | 19位   | 80       |
| 2019年 | マスタング・サンプリング・レーシング                                   | DPi    | キャデラック・DPi-V.R               | キャデラック・LT1 5.5 L V8            | DAY     | SEB 3   | LBH | MDO | DET | WGL | MOS | ELK | LGA   | PET   |     | 28位   | 30       |
| 2022年 | WTR-コニカミノルタ・アキュラ                                           | DPi    | アキュラ・ARX-05                    | アキュラ・AR35TT 3.5 L V6             | DAY     | SEB     | LBH | LGA | MDO | DET | WGL | MOS | ELK   | PET 3 |     | 22位   | 280      |
| 2023年 | ウェイン・テイラー・レーシング・ウィズ・アンドレッティ・オートスポーツ | GTP    | アキュラ・ARX-06                    | アキュラ・AR24e 2.4 L V6              | DAY 2   | SEB     | LBH | LGA | WGL | MOS | ELK | IMS | PET   |       |     | 19位   | 350      |
| 2024年 | ウェイン・テイラー・レーシング・ウィズ・アンドレッティ・オートスポーツ | GTP    | アキュラ・ARX-06                    | アキュラ・AR24e 2.4 L V6              | DAY Ret | SEB 5   | LBH | LGA | WGL | MOS | ELK | IMS | PET 9 |       |     | 21位   | 771      |

- 太字はポールポジション、斜字はファステストラップ。(key)
- 1 : 練習走行の際、承認されていたドライバーがハートレイとスコット・メイヤーの2名のみであった。そのため以降の出走を辞退した。

#### ル・マン24時間レース
| ル・マン24時間レース 結果 | ル・マン24時間レース 結果  | ル・マン24時間レース 結果               | ル・マン24時間レース 結果 | ル・マン24時間レース 結果 | ル・マン24時間レース 結果 | ル・マン24時間レース 結果 | ル・マン24時間レース 結果 |
| 年                        | チーム                     | コ・ドライバー                          | 車両                      | クラス                    | 周回                      | 順位                      | クラス 順位               |
| ------------------------- | -------------------------- | --------------------------------------- | ------------------------- | ------------------------- | ------------------------- | ------------------------- | ------------------------- |
| 2012年                    | マーフィー・プロトタイプズ | ジョディ・ファース ワーレン・ヒューズ   | オレカ・03-日産           | LMP2                      | 196                       | DNF                       | DNF                       |
| 2013年                    | マーフィー・プロトタイプズ | カルン・チャンドック マーク・パターソン | オレカ・03-日産           | LMP2                      | 319                       | 12位                      | 6位                       |
| 2014年                    | ポルシェ・チーム           | ティモ・ベルンハルト マーク・ウェバー   | ポルシェ・919ハイブリッド | LMP1-H                    | 346                       | NC                        | NC                        |
| 2015年                    | ポルシェ・チーム           | ティモ・ベルンハルト マーク・ウェバー   | ポルシェ・919ハイブリッド | LMP1                      | 394                       | 2位                       | 2位                       |
| 2016年                    | ポルシェ・チーム           | ティモ・ベルンハルト マーク・ウェバー   | ポルシェ・919ハイブリッド | LMP1                      | 346                       | 13位                      | 5位                       |
| 2017年                    | ポルシェ・LMPチーム        | ティモ・ベルンハルト アール・バンバー   | ポルシェ・919ハイブリッド | LMP1                      | 367                       | 1位                       | 1位                       |
| 2020年                    | トヨタ・ガズー・レーシング | セバスチャン・ブエミ 中嶋一貴           | トヨタ・TS050 HYBRID      | LMP1                      | 387                       | 1位                       | 1位                       |
| 2021年                    | トヨタ・ガズー・レーシング | セバスチャン・ブエミ 中嶋一貴           | トヨタ・GR010 HYBRID      | LMH                       | 369                       | 2位                       | 2位                       |
| 2022年                    | トヨタ・ガズー・レーシング | セバスチャン・ブエミ 平川亮             | トヨタ・GR010 HYBRID      | LMH                       | 380                       | 1位                       | 1位                       |
| 2023年                    | トヨタ・ガズー・レーシング | セバスチャン・ブエミ 平川亮             | トヨタ・GR010 HYBRID      | ハイパーカー              | 342                       | 2位                       | 2位                       |

#### デイトナ24時間レース
| デイトナ24時間レース 結果 | デイトナ24時間レース 結果              | デイトナ24時間レース 結果                                                           | デイトナ24時間レース 結果  | デイトナ24時間レース 結果 | デイトナ24時間レース 結果 | デイトナ24時間レース 結果 | デイトナ24時間レース 結果 |
| 年                        | チーム                                 | コ・ドライバー                                                                      | 車                         | クラス                    | 周回                      | 順位                      | クラス 順位               |
| ------------------------- | -------------------------------------- | ----------------------------------------------------------------------------------- | -------------------------- | ------------------------- | ------------------------- | ------------------------- | ------------------------- |
| 2013年                    | スターワークス・モータースポーツ       | グエタノ・アルダグナ イヴァン・ベラロサ スコット・メイヤー ヤン・チャロウズ         | ライリー・Mk XXVI-BMW      | DP                        | 441                       | DNF                       | DNF                       |
| 2014年                    | スターワークス・モータースポーツ       | アレックス・ポポウ E.J.ヴィソ セバスチャン・サーベドラ スコット・メイヤー           | ライリー・Mk XXVI-BMW      | P                         | 238                       | DNF                       | DNF                       |
| 2015年                    | スターワークス・モータースポーツ       | ルーベンス・バリチェロ ライアン・ハンター＝レイ トア・グレイヴス スコット・メイヤー | ライリー・Mk XXVI-BMW      | P                         | 426                       | DNF                       | DNF                       |
| 2016年                    | フォード・チップ・ガナッシ・レーシング | ランス・ストロール アレクサンダー・ヴルツ アンディ・プリオール                      | ライリー・Mk XXVI-フォード | P                         | 725                       | 5位                       | 5位                       |
| 2017年                    | テキーラ・パトロン ESM                 | ピポ・デラーニ スコット・シャープ ライアン・ダルジール                              | 日産・オンローク DPi       | P                         | 656                       | 4位                       | 4位                       |